# Hemmerde
Hemmerde, ein Ort in Nordrhein-Westfalen mit fast 2800 Einwohnern, ist seit 1968 eine Ortschaft von Unna.

## Geographie

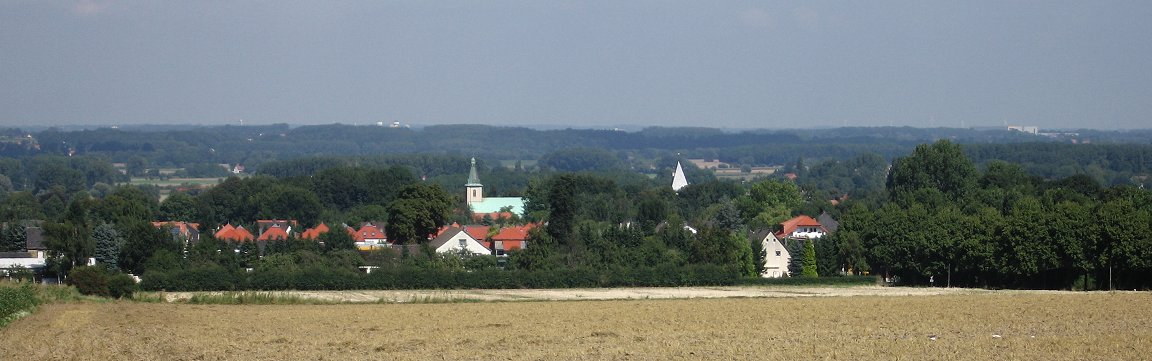
Hemmerde vom Haarstrang aus gesehen

Hemmerde liegt unweit des Ruhrgebiets am Nordrand des Haarstrangs in der Westfälischen Bucht, auf halbem Weg zwischen Unna und Werl in der Werl-Unnaer Börde. Hemmerde ist die östlichste Ortschaft von Unna und grenzt an das Stadtgebiet von Werl.
Durch Hemmerde fließen in Süd-Nord-Richtung die Amecke (auch: Ameckebach) und der Rüschebach. Beide münden wenige Kilometer nördlich von Hemmerde in den Lünerner Bach, einen Nebenfluss der Seseke, welche ihr Quellgebiet zwischen Hemmerde und Holtum hat.

## Geschichte

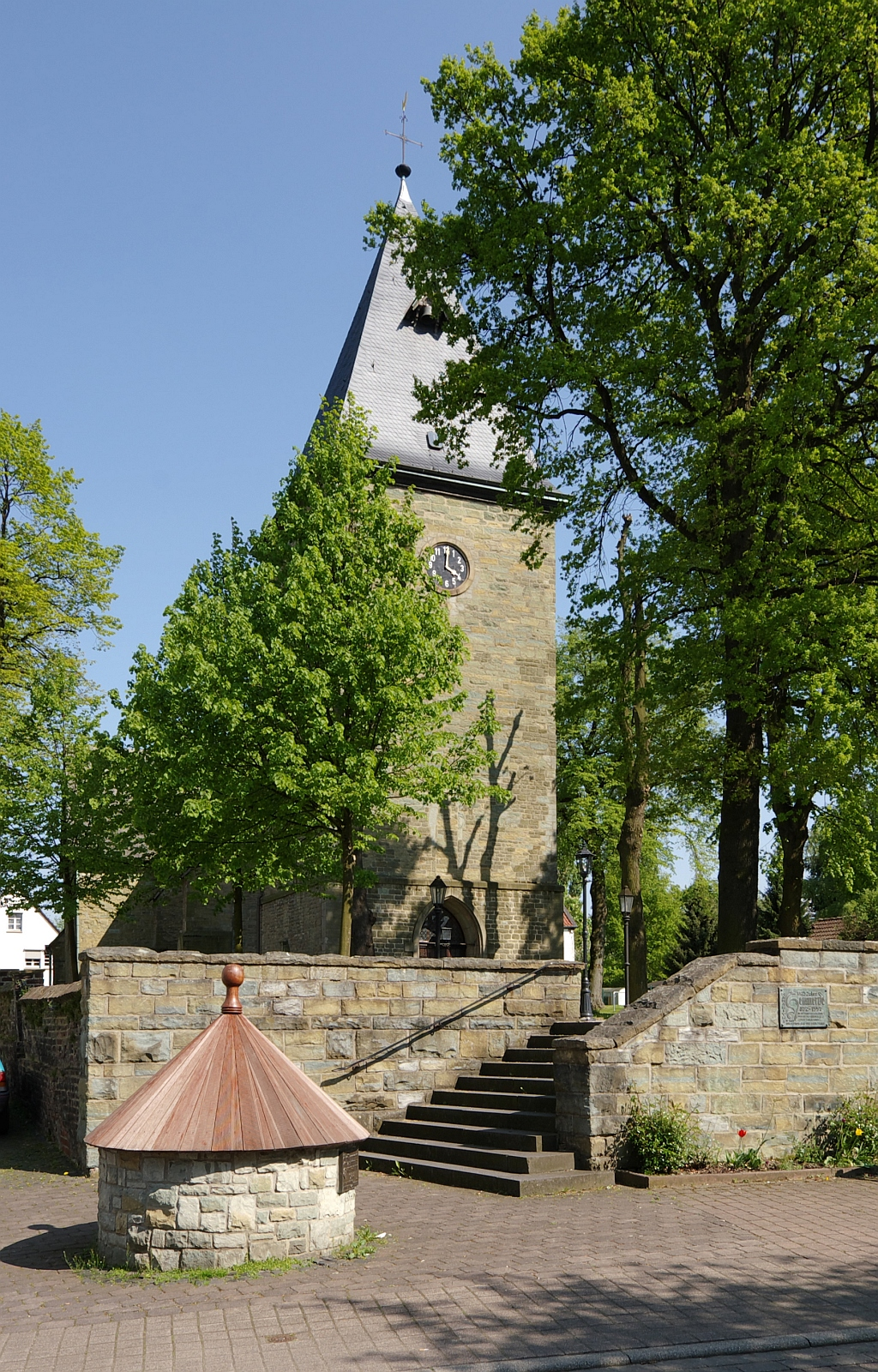
Evangelische Kirche mit dem restaurierten Dorfbrunnen

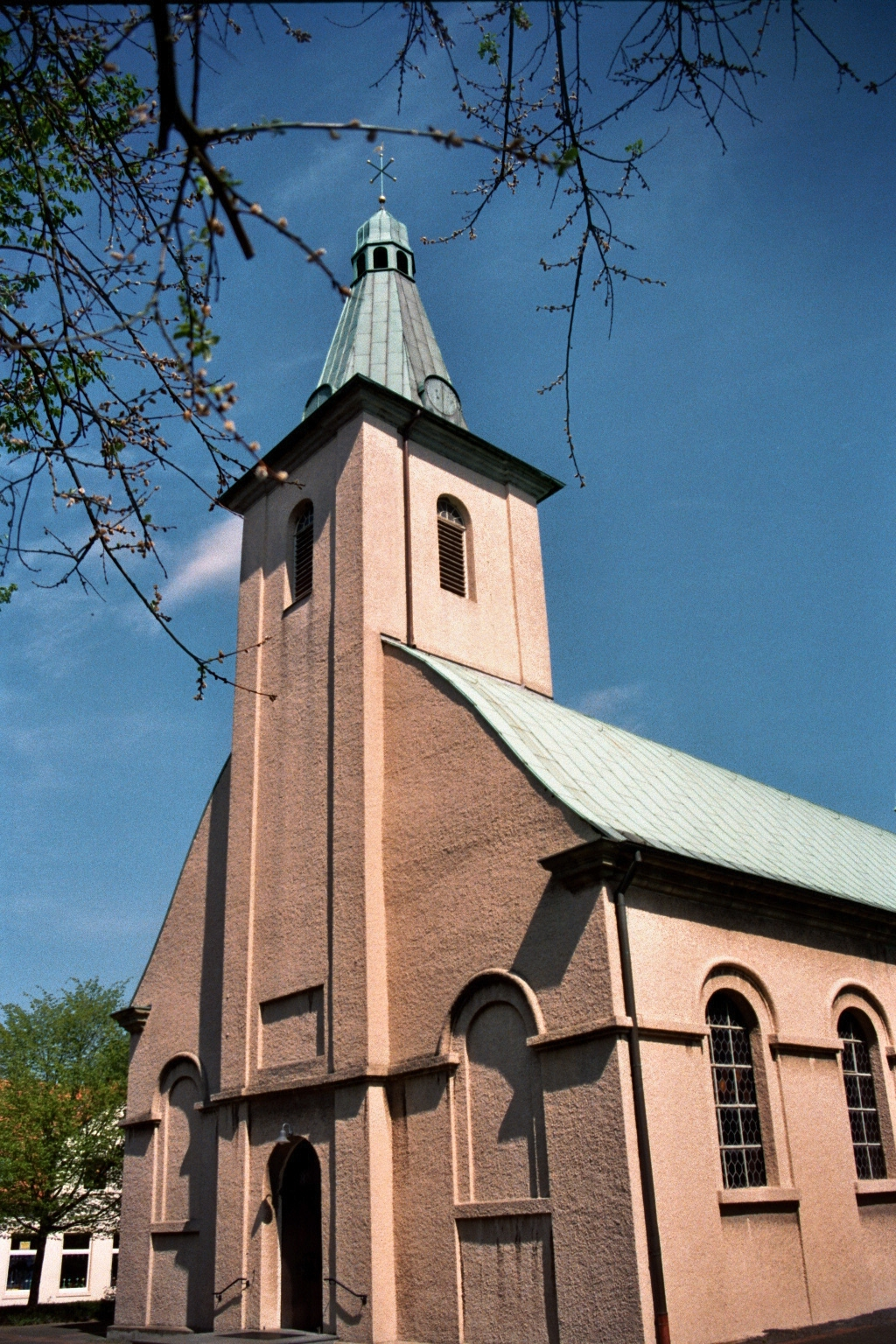
Katholische Kirche St. Peter und Paul

Eine erste Siedlungsstelle gab es um 750 v. Chr. (entdeckt beim Bau der Autobahn 44).
Erstmals urkundlich erwähnt wird Hemmerde etwa im Jahr 880 im Güterverzeichnis der Abtei Werden als villa Hamarithi in pago Borahtron (Siedlung im Gau der Brukterer).
Um 1000 wird Hamerethi in den Urbaren des Freckenhorster Kanonissenstiftes genannt. Es wird angenommen, dass unter den Grafen von Arnsberg eine erste, dem Apostel Bartholomäus geweihte Kirche an der Stelle der heutigen evangelischen Kirche erbaut wird.
1023 wird die zu Hemmerde gehörende Bauerschaft Steinen urkundlich erwähnt, als Kaiser Heinrich II. das predium Steini in Pago Westfalon der Paderborner Kirche schenkt. Im Folgenden wird 1030 der heutige Hof Schulze-Steinen erwähnt.
Um 1100 nennen Dokumente der Werdener Abtei die Bauerschaft Sidinchusen (Siddinghausen).
1152 wird mit Widecho von Hemmerde erstmals ein Adelsgeschlecht von Hemmerde erwähnt.
1210 findet die Existenz eines Pfarrers in Hemmerde Erwähnung.
Das Patronat an der Kirche wird am 24. August 1290 vom Grafen Ludwig von Arnsberg an den Grafen Eberhard I. von der Mark übertragen. Dieser vermacht es fünf Tage später dem Stift Scheda.
Um 1300 werden erste Landwehren nahe Hemmerde angelegt.
1313 und 1319 werden die Bauerschaften Westhemmerde und Vyendick (Vinning), um 1383 auch Drenhusen (Dreihausen) erwähnt.
1483 stellt der Braunschweiger Schnitzer Conrad Borgentrik den Marienaltar der heutigen evangelischen Kirche fertig.
1570 erreicht die Reformation Hemmerde, und Vikar Johann zur Westen tritt mit einem Großteil der Gemeinde zum Luthertum über.
Nach Auseinandersetzungen zwischen der katholischen und der evangelischen Kirchengemeinde wird 1737 nach einem Vergleich eine katholische Kapelle erbaut.
1761 kommt es im Siebenjährigen Krieg zu Kampfhandlungen im Raum Hemmerde. Das Dorf ist zeitweilig von Franzosen und zeitweilig von Alliierten besetzt.
Am 6. April 1823 wird der Grundstein zum Bau der katholischen Kirche gelegt.
Ab 1841 gehört Hemmerde zum Amt Unna-Kamen.
1852 beginnen die Bauarbeiten an der Eisenbahnstrecke Dortmund–Soest. Hemmerde erhält 1874 einen Bahnhof.
1868 wird der schwer beschädigte Marienaltar aus der evangelischen Kirche entfernt und verkauft. Er befindet sich heute im Städtischen Museum von Braunschweig.
Im Zweiten Weltkrieg werden die katholische Kirche und mehrere andere Gebäude zerstört (März 1945).
Am 1. Januar 1968 wird die Gemeinde durch das Gesetz zur Neugliederung des Landkreises Unna in die Stadt Unna eingegliedert.
Zur Ortschaft Hemmerde innerhalb der Stadt Unna gehören außer der ehemaligen Gemeinde Hemmerde auch die ehemaligen Gemeinden Westhemmerde und Siddinghausen.

### Wappen
| Wappen der ehemaligen Gemeinde Hemmerde, Kreis Unna | Blasonierung: „In Silber (Weiß) drei 2:1 gestellte rote Eisenhüte.“ |
| Wappen der ehemaligen Gemeinde Hemmerde, Kreis Unna | Wappenbegründung: Das Wappen wurde 1962 vom nordrhein-westfälischen Innenminister genehmigt. Die Eisenhüte entstammen dem Wappen der Herren von Hemmerde. Es wurde vom Siegel des Johann von Drenhusen aus dem Jahr 1383 abgeleitet. |

## Einwohnerentwicklung
| Jahr | Einwohner |
| ---- | --------- |
| 1849 | 1301      |
| 1910 | 1392      |
| 1931 | 1493      |
| 1956 | 2123      |
| 1961 | 1978      |
| 1967 | 1797      |
| 1987 | 2523      |
| 2013 | 2785      |

## Verkehr

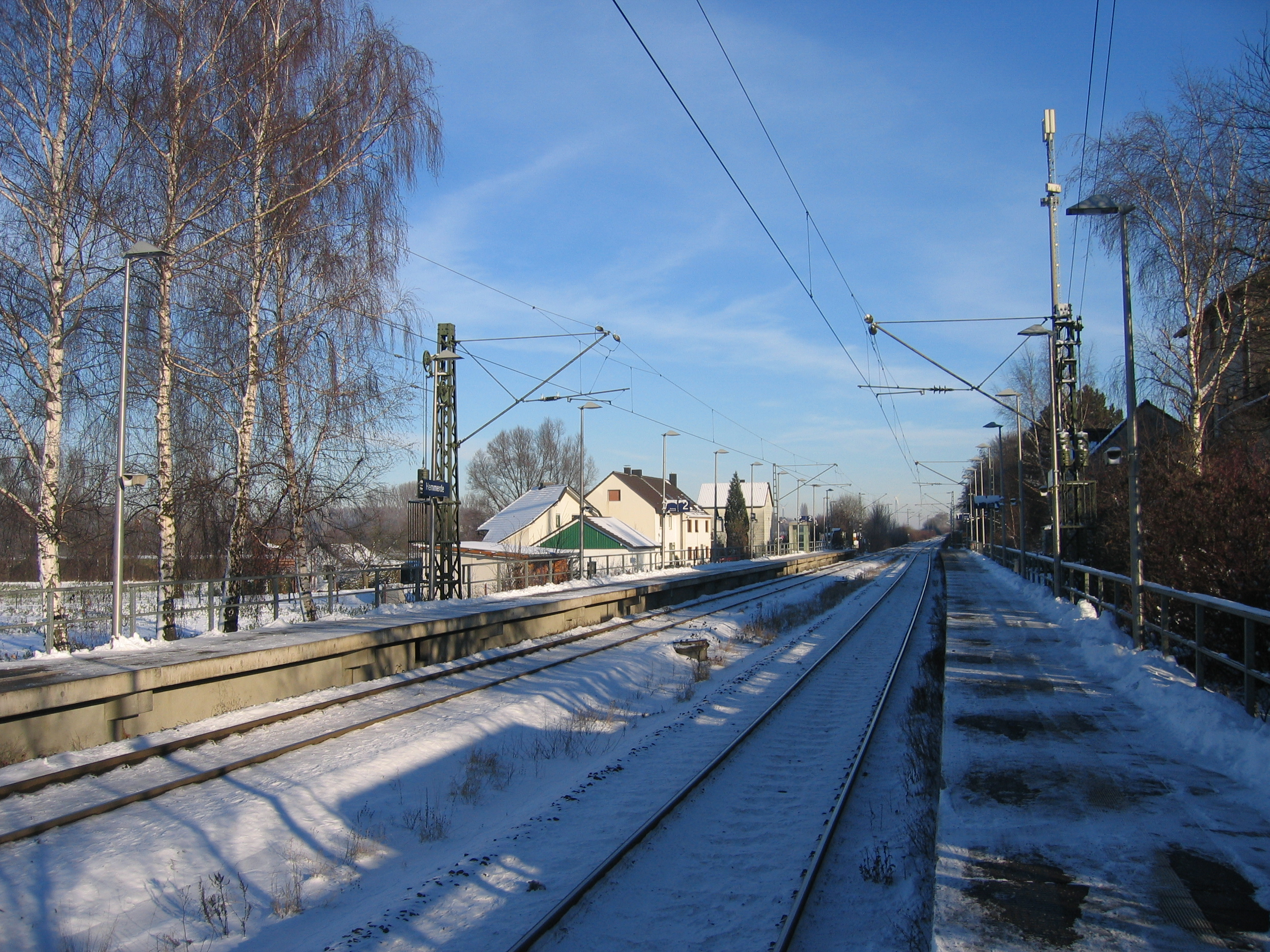
Bahnhaltepunkt Hemmerde (Blick in Richtung Soest)

Hemmerde ist ein Haltepunkt an der zweigleisigen Bahnstrecke Dortmund–Unna–Werl–Soest, der von der Regionalbahnlinie RB 59 „Hellweg-Bahn“  bedient wird. Die Station befindet sich in den Tarifgebieten von VRL und VRR.
| Linie | Verlauf | Takt                                           |
| ----- | --- | ---------------------------------------------- |
| RB 59 | Hellweg-Bahn: Dortmund Hbf – Dortmund Signal-Iduna-Park – Dortmund-Hörde – Dortmund-Aplerbeck – Dortmund-Sölde – Holzwickede – Unna – Lünern – Hemmerde – Werl – Westönnen – Soest Stand: Fahrplanwechsel Dezember 2023 | 30 min (werktags) 60 min (sonn- und feiertags) |

Die Buslinie C45 der VKU verbindet den Ortsteil mit dem Zentrum Unnas.
Durch Hemmerde führt eine Route des Radverkehrsnetzes NRW entlang der Hellwegachse von zwischen Unna und Soest, dort am Knotenpunkt 35 verknüpft mit einigen regionalen Radrouten.
Am südlichen Ortsrand von Hemmerde verläuft die Bundesstraße 1. Wenige Kilometer entfernt verlaufen die Autobahnen A 1, A 2, A 44 und A 445.
Von historischer Bedeutung ist die Lage am Hellweg.

## Bildung
Im Ort gibt es die Städtische Gemeinschaftsgrundschule Hemmerde mit zwei Klassen je Jahrgang. Weiterführende Schulen befinden sich in Unna und Werl.

## Persönlichkeiten
- Franz Josef Mehler (1819–1905), Geschichtsschreiber der Stadt Werl, Autor des Buches Geschichte der Stadt Werl (Werl 1891)
- Josef Baron (1920–2020), Maler und Bildhauer
- Bernhard Hippler (* 1947), Hochschulpfarrer an der Universität Innsbruck
- Hans-Martin Große-Oetringhaus (* 1948), Pädagoge und Schriftsteller
- Marco Jakobs (* 1974), Leichtathlet und Bobfahrer
- Johannes Duncker (* 1983), Filmregisseur, Drehbuchautor und Filmproduzent